# 村田寬奈
村田寬奈（日语：村田 寛奈，1996年12月29日—）是LesPros娛樂屬下的模特兒、偶像和歌手，出身於日本兵庫縣，9nine成員。

## 簡歷
- 2003年2月，進入大阪 「STS DANCE school」。初代「Petra Kids」（ペトラキッズ）成員。
- 2006年12月，「avex audition 2006」試鏡合格。2008年6月退社後、還是有參與2-3回出演有一個月的是時間住在關西地區，當時還是有參加其他面試。
- 2010年5月，參加「ORC200 第14回 Vocal Queen Contest（美聲女王）」得特別獎，上屆得名的同期進入9nine的成員吉井香奈惠在此也特別參與演出。
- 9nine是經紀公司為LesPros Entertainment inc（著名藝人有新垣結衣等）旗下的重要偶像團體，2010年原團員9nine下垣真香、三浦萌退出後，同年經紀公司所主辦的「新生9nine面試」招募新成員活動，進行了3天2夜的合宿甄選，與吉井香奈惠合格轉入9nine所屬經紀公司，成為現在以5人活動的9nine。
- 2011年，離開兵庫縣到東京。

## 演出
※2010年9月9日後的所有活動請參照9nine

### CM
- Orion（2003年2月）

### 寫真集
- （2012年2月23日、マガジンハウス、撮影：石垣星児）ISBN 978-4838724000

### 目錄模特兒
- 阪神百貨店海報模特兒（2004年）
- 堀田目錄模特兒（2005年）

## 外部連結
- 9nine official fanclub｜ナインオフィシャルファンクラブ
- 村田寛奈オフィシャルブログ「となりのヒロロ」 （页面存档备份，存于）